# San Diego (volcan)
Pour les articles homonymes, voir San Diego (homonymie).
Le San Diego est un champ volcanique du Salvador.